# Kowalczyk andyjski
Kowalczyk andyjski (Pseudocolaptes boissonneauii) – gatunek średniej wielkości ptaka z rodziny garncarzowatych (Furnariidae), podrodziny garncarzy (Furnariinae). Występuje w Andach w Kolumbii, Wenezueli, Ekwadorze, Peru i Boliwii. Niezagrożony wyginięciem.

## Taksonomia
Gatunek opisał po raz pierwszy Frédéric de Lafresnaye w roku 1840, podając za miejsce zebrania holotypu Bogotę, nie precyzując lokalizacji. Przydzielił mu nazwę Anabates Boissonneautii. Obecnie przez IOC kowalczyk andyjski przydzielony jest do rodzaju Pseudocolaptes jako jeden z dwóch lub trzech gatunków. Tworzy nadgatunek z kowalczykiem płowym (P. lawrencii), wedle niektórych autorów konspecyficzny. Wyróżniono 8 podgatunków.

## Podgatunki i zasięg występowania
Wyróżnia się następujące podgatunki:
- P. b. striaticeps Hellmayr & Seilern, 1912 – północna Wenezuela (Yaracuy i Carabobo na wschód do Mirandy[5])
- P. b. meridae Hartert & Goodson, 1917 – Serranía de Perijá i Andy w północno-zachodniej części Wenezueli (Trujillo, Mérida, Táchira) oraz północno-wschodnia Kolumbia (wschodnie Andy do Boyacá)[5]
- P. b. boissonneauii (Lafresnaye, 1840) – kolumbijska część Andów (pasma zachodnie i centralne[5])
- P. b. oberholseri Cory, 1919 – Andy południowego Ekwadoru. Proponowany takson orientalis uznany za jego synonim[4][6].
- P. b. intermedianus Chapman, 1923 – Andy północno-zachodniego Peru (Piura, Region Cajamarca)[5]
- P. b. medianus Hellmayr, 1919 – Andy północnego Peru na południe od rzeki Marañón. Proponowany takson pallidus uznany za nieodróżnialny od medianus[4][6].
- P. b. auritus (Tschudi, 1844) – Andy centralnego Peru (Region La Libertad do północnego Regionu Puno)[5]
- P. b. carabayae Zimmer, 1936 – Andy południowego Peru (południowy Region Puno) do centralnej Boliwii (departament Santa Cruz)[5]

Środowisko życia stanowią górskie lasy wiecznie zielone oraz te znane jako elfin forest, zazwyczaj na wysokości 1700–3200 m n.p.m., najwyżej 3500 m n.p.m., niekiedy schodzi do 1450 m n.p.m.

## Morfologia
Długość ciała wynosi 20–22 cm, masa ciała 37–62 g. Pozostałe wymiary dla podgatunku pallidus: długość skrzydła 110 mm, długość ogona 101 mm, długość widocznej górnej krawędzi dzioba (culmen) 26 mm, długość skoku 26,5 mm. Długości dla podgatunku orientalis: skrzydło 117,25 mm, ogon 98 mm, culmen 17 mm, skok 30 mm.
Opis dotyczy podgatunku nominatywnego. Występuje jasnopłowa brew, czarniawobrązowy kantarek i pokrywy uszne, obszar pod kantarkiem ciemnopłowy. Boki szyi niemal czysto białe, pióra odstając tworzą puchaty pęczek czy czub – angielska nazwa tego gatunku brzmi Streaked Tufted-cheek, co można przetłumaczyć jako paskowany czubaty policzek. Wierzch głowy czarniawobrązowy z gęstym płowym paskowaniem. Tył szyi i wierzch ciała czarniawobrązowy z gęstym i szerokim płowym paskowaniem. Niższa część grzbietu rudobrązowa, kuper i pokrywy nadogonowe kasztanoworude. Skrzydła w większości czarniawobrązowe, pokrywy obrzeżone jasnorudo, także na końcu. Lotki II rzędu u nasady rudo obrzeżone, zaś lotki III rzędu już w większości pokrywa barwa ruda. Rdzawy ogon wyraźnie stopniowany, stosiny sztywne, ostro zakończone. Gardło białe, pierś jasnopłowa, nieco złotawa, pióra zdobią brązowe obrzeżenia tworzące efekt łuskowania. Pozostała część spodu ciała ruda, ciemniejsza im dalej w tył. Tęczówka brązowa lub ciemnobrązowa. Górna szczęka czarna, zaś dolna szarawa lub srebrzysta, w około jednej trzeciej czarna. Nogi i stopy szare do łupkowatych.
Przedstawicieli podgatunku pallidus cechuje jaśniejszy spód ciała oraz mniej intensywne paskowanie grzbietu. U P.b. striaticeps łuskowanie na piersi mniej intensywne, spód ciała bardziej matowy, wedle niektórych źródeł paskowanie wierzchu głowy wyraźniejsze, podobnie jak i wpadająca w barwę ochrową brew oraz grzbiet z odcieniem cynamonu. Podgatunek intermedianus cechuje ciemniejszy wierzch głowy i wyraźnie czarne paski na bokach szyi oraz zdecydowanie dłuższy dziób i wyraźniejsze wzory pokrywające grzbiet. U orientalis, nieuznanego przez autorów HBW, skrzydła i ogon nieco ciemniejsze. P.b. medianus cechuje żółtawy odcień na bieli gardła. Samice z podgatunku auritus posiadają krótszy dziób niż samce. Ptaki z podgatunku carabayae mają ciemniejszy grzbiet i wyraźnie kasztanowy kuper.

## Zachowanie
Pieśń składa się z dźwięków wyższych, niż zdawałby się wydawać tej wielkości ptak. Występują w niej jeden lub dwa ostre głosy spik, po których następują gwiżdżące, brzęczące dźwięki tsii lub cze, a następnie suchy, drżący tryl, czasem kończący się gwałtownie. Pieśń można zapisać jako spik, spik, czeczeczeczeczeczeczeczczcz... dzdzdzdzdzdzdzdzdzdzdz..., trwa do 8 sekund. Głos kontaktowy to głośne, suche czut lub czink.
Do odnotowanych zdobyczy należą dorosłe motyle (Lepidoptera) jak i gąsienice oraz małe żaby. Kowalczyk andyjski żeruje samotnie lub w parach, często w stadach mieszanych, od koron drzew niskich po korony drzew wysokich. W gęstych boliwijskich lasach najczęściej ptaki te żerowały około 8,5 m nad ziemią. Żeruje na wierzchniej stronie grubych na 5–20 cm bocznych gałęzi, rzadziej na tych osadzonych pionowo lub pniach. Wyspecjalizowany w żerowaniu na epifitach. Zbiera stawonogi z przedstawicieli bromeliowatych (Bromeliaceae), mchów (Bryophyta). Czasem żeruje na korze lub liściach, zarówno żywych jak i uschłych. Hałaśliwie przeszukuje martwą materię roślinną osadzoną na epifitach, używając przy tym ogona jako podpory.

### Lęgi
Młode widywano we wrześniu w Kolumbii. Najprawdopodobniej monogamiczny. Gniazda znajdywano w starych dziuplach dzięciołów (Picidae) w pniach drzew. Brak innych informacji. Robert Ridgway odnotował, że przedstawiciele Pseudocolaptes składają białe jaja, choć nie podał informacji na temat żadnego zbadanego materiału.

## Status
Przez IUCN gatunek klasyfikowany jest jako najmniejszej troski (LC, Least Concern) nieprzerwanie od 1988 roku. Liczebność populacji nie została oszacowana, ale ptak ten opisywany jest jako dość pospolity. Ze względu na brak dowodów na spadki liczebności bądź istotne zagrożenia dla gatunku, BirdLife International uznaje trend liczebności populacji za stabilny.